# 乾新兵衛

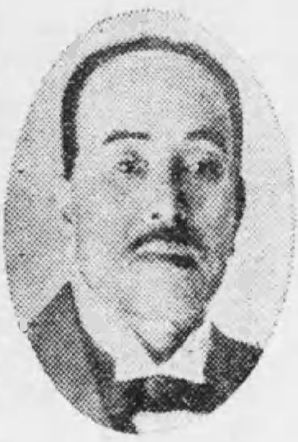
乾新兵衛

乾 新兵衛（いぬい しんべえ、文久2年2月24日（1862年3月24日） - 昭和9年（1934年）11月4日）は、明治期に活躍した日本の実業家。乾財閥の乾家当主が代々・新兵衛を襲名している。山下亀三郎、内田信也、勝田銀次郎、岡崎藤吉とともに「神戸海運五人男」の1人。「日本一の高利貸」と呼ばれた。

## 生い立ち
新兵衛は、幼名を前田鹿蔵という。文久2年（1862年）、摂津国八部郡北野村（現兵庫県神戸市中央区）に、小商人・前田甚兵衛の三男として生まれた。12歳で兵庫の乾商店に奉公した。酒や味醂の醸造業だったが、間もなく辞めて米屋、金貸し業など奉公先を転々。10年後に、また乾商店へ戻った。

## 三代目新兵衛を襲名
乾商店では、主人夫婦に子供がなかったため夫婦養子をとっていた。ところがこの養子の夫のほうが急死。未亡人・ヨソの細腕で店を切りまわせないと見た主人は、なりふりかまわず立ち働く鹿蔵に目をとめ、ムコの後がまに決めた。鹿蔵は三つ年上の未亡人と夫婦になり、中心となって醸造業を切り盛りしていた所へ義父新兵衛病死。
鹿蔵は三代目・新兵衛を襲名。先代の資産は当時の金で40万円とされ、ふだんから世間づき合いのよくない男が、その財産と事業を一手にしたので世間のやっかみもひどかった。また商売とは別に、自分個人の貯金を人に貸して利子を取り、出すものは舌でも出さないケチだったので、憎まれてもいた。世間はことごとにイヤがらせをする。寄付といえば真っ先に持ち込んで強要し、無頼漢がゆすりに来る。ある時、ゆすりをハネつけると近くの神社に芝居があった。壮士芝居「乾家横領兵庫の嵐」の一幕。寄付の強要を断られた腹いせにヤクザが呼びこんだ中傷芝居である。新兵衛は、ますます頑固に寄付の話を聞かなくなった。いやがらせを受ける理由も、強要を受け入れる理由もない。それは独立独歩の気構えの、彼なりの表現でもあった。

## 社外船主へ
明治37年（1904年）の日露戦争は日本の海運界に新しい活を生み出すものであったが、ことに神戸海運界ではこの時期に、土着の社外船主の出現が画せられた。新兵衛はこの情勢を見逃すことなく機敏に商機をとらえ醸造業から海運業へと転換し、日本における海運ブローカーの鼻祖ともいわれる佐藤勇太郎のすすめで、船齢22年の舶来中古船を購入し、兵庫県出身の最初の社外船主として名のりをあげた。新兵衛は自家醸造酒の名称をとって「乾坤丸」と名づけた。以後新兵衛は買船現金主義をとった。買船はことごとくイギリスの中古船をねらい、その支払いはすべて現金に徹した。また新兵衛は、どの保有船にも保険はかけなかった。所有船が遭難してもサルベージ会社に頼まず、みずから遭難現場におもむき、何月もかかって離礁に成功するという、いわゆる「乾式手弁当サルベージ」を敢行した。これらは新兵衛の人並みはずれたケチケチ主義、じつは徹底した合理主義、すなわち独特の堅実無比な海運経営が信条であった。
こうして明治41年（1908年）には乾合名会社を設立し、所有船四隻（のち七隻）を数えるオーナーとなり、第一次大戦ブームを迎えて、山下亀三郎、内田信也、勝田銀次郎のいわゆる船成金や岡崎藤吉とともに「神戸海運五人男」と称せられることとなった。新造船に熱中した船成金が第一次大戦後の反動で手痛い打撃を受けた際も、中古船主義をかたくなに守り抜いていた新兵衛は涼しい顔をしていた。
新兵衛のケチケチ主義は人並みはずれて徹底したものであったが、大正7年（1918年）の米騒動のときには2万円を神戸市に、大正12年（1923年）の関東大震災のときにも3万円を寄付した。

## 田中大将事件
大正15年（1926年）3月4日の衆議院本会議では、田中義一政友会総裁をめぐる300万円事件と機密費事件が暴露された。この年1月には、田中総裁にたいして48万円の支払い請求の訴訟がおこされた。政友会入りに先立って田中から300万円調達の依頼をうけ、これを神戸の金貸し乾新兵衛から引き出すことに成功したという佐藤繁吉が、約束の報酬の支払いを請求した。これが憲政会の中野正剛が提出した緊急動議で、いわゆる「田中大将事件」である。田中総裁に300万円の政治資金を用立てた町の金融業者として、乾新兵衛は世間の注目を浴びた。

## 晩年
1930年に渡辺倉庫乗っ取り事件で背任教唆罪として予審判事から起訴され、1932年1月に懲役一年(背任教唆)(求刑一年六月)の判決を受けた。この控訴に加え、数百万円を投じた庄川流疏権問題や千数百万円の北海道土地問題、久原房之助に対する資金など未解決の問題を抱え弱っている中、鈴木喜三郎の親戚を自称する堀川辰吉郎の口車に乗せられて金を詐取された。渡辺倉庫乗っ取り事件に関しては、1933年3月、東京控訴院は無罪判決を下したが、その後、鈴木喜三郎が乾から金銭を収受したのではないかという疑惑が持ち上がり、1934年2月、乾は大阪地方裁判所検事局斎藤検事宛てに被害顛末上申書を提出し、堀川を詐欺として告訴した。

## 家族
- 四代目新兵衛・乾新治

新治は、三代目が築いた乾財閥の後継者として裕福な環境に育つ。新治は、ハイカラ、モダンといわれ、多趣味な近代的教養人であった。観世流の謡曲、歌舞伎、相撲、ゴルフなど、多岐にわたる趣味のせいで、仕事以外の人脈も豊富だった。その人脈の一人が建築家・渡辺節である。渡邊節とは年も近く、また住まいも近かった。新治は、住吉村に新邸の建築を渡辺節に任せ、おしげもなく費用をつぎ込んだが、豪壮な邸宅が完成した5年後、狭心症の発作でこの世を去った。
- 五代目新兵衛・乾豊彦

「関西のうるさ型」といわれた乾豊彦は、中京財界の大立者といわれた高橋彦治郎（後に彦次郎に改名）の七男として名古屋で生まれた。幼少から父の勧めで書道、能楽、茶道などを習ったことが、後に歴史や伝統を尊ぶ心につながる。三井物産時代、日本鉄線鋼索の経営者乾新治の一人娘の道子と結婚。乾家に入るが、義父の急死で、33歳で乾汽船の社長に就任し乾倉庫などの事業を引き継いだ。豊彦は太平洋戦争を乗り越えた敏腕の実業家でもあったが、戦後の時代に、批判されながらも広野ゴルフ場の再建にいち早く着手した無類の趣味人で、広野ゴルフ倶楽部理事長、関西ゴルフ連盟理事長、日本ゴルフ協会（JGA）名誉会長を務めた。

## 旧乾邸

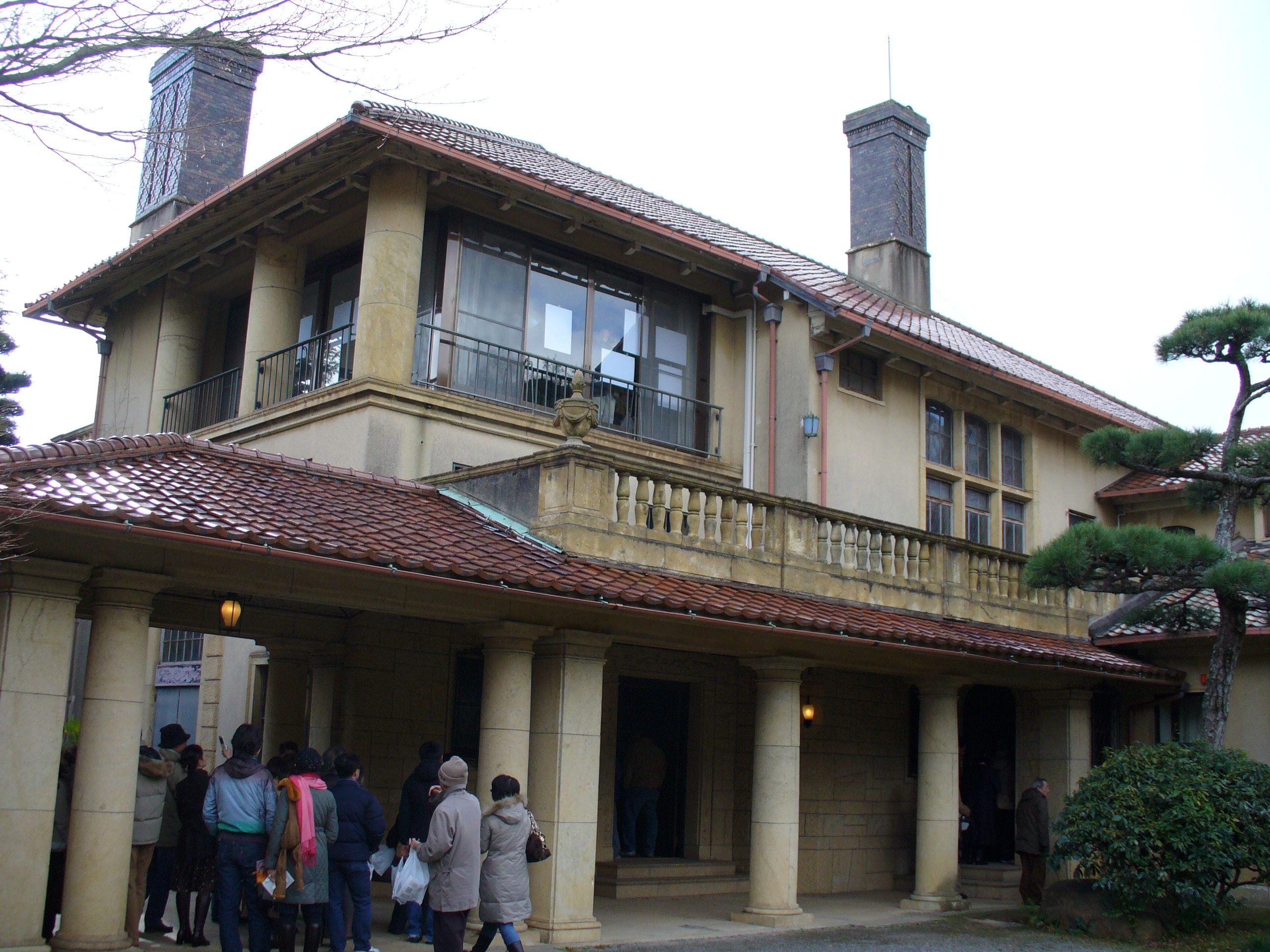
旧乾邸

旧乾邸は、昭和11年（1936年）旧住吉村（現神戸市東灘区）に、大正、昭和にかけてのモダン建築で知られる渡辺節の設計によって約3900平方メートルの敷地に、和館と洋館が建てられたが、阪神・淡路大震災で和館は全壊、洋館だけが残った。洋館は鉄筋二階建て住宅（延べ約770平方メートル）で約20の洋室や和室、豪華な暖炉やシャンデリア、吹き抜けのホールなどがある。平成5年、豊彦が死去して、養父新治から受け継いだ邸宅は相続税として国に物納され、神戸市が約15億円での買い取りと歴史的建造物としての活用を提案していた。ところが、阪神・淡路大震災で財政が一気に悪化して購入協議が中断。平成8年（1996年）以降、国と委託管理契約を結び、ドラマのロケや内覧会、コンサートや写真展、シンポジウム会場など市民団体の行事の場所としても貸し出してきた。しかしこのままでは、「旧正田邸」（東京都品川区）のように、競売にかけられる運命をたどると、「旧乾邸活用応援倶楽部」が設立され、芦屋市のNPO「アメニティ2000協会」などの協力により保存運動が続けられている。
- 関連書籍

「日本の洋館・第6巻」　著者・藤森照信（講談社）